# John Franklin Farnsworth
John Franklin Farnsworth (Eaton, Canadá, 27 de marzo de 1820 - Washington D. C., Estados Unidos, 14 de julio de 1897) fue un general en el Ejército federal durante la guerra civil estadounidense y durante siete mandatos ocupó un puesto en la Cámara de Representantes de los Estados Unidos representando a Illinois.
Farnsworth nació en Eaton, posteriormente llamada Eatonia, situada en la provincia canadiense de Saskatchewan, pero en su juventud se trasladó a Ann Arbor, Míchigan, Estados Unidos. En 1841 ingresó en la abogacía, se trasladó a St. Charles, Illinois, y se estableció como abogado. En 1852 se trasladó a Chicago y participó activamente en la escena política local como miembro del Partido Demócrata. Cambió de partido político, debido principalmente a sus ideas abolicionistas, siendo elegido congresista en dos ocasiones (1857-1861) con el Partido Republicano. Sin embargo no logró se propuesto por su partido una tercera ocasión.
A principios de la guerra civil estadounidense, bajo las órdenes del presidente Abraham Lincoln, Farnsworth organizó el 8.º Regimiento de voluntarios de caballería de Illinois, del que fue su primer coronel. Gracias a su influencia política pudo lograr que su sobrino de 24 años, Elon John Farnsworth fuera nombrado teniente, quien murió en la batalla de Gettysburg. John Farnsworth también organizó el 17.º Regimiento de Illinois. Lideró el 8.º Regimiento de caballería de Illinois durante la Campaña Peninsular, entrando por primera vez en combate en la batalla de Williamsburg, y posteriormente en las batallas de los Siete Días.
En septiembre de 1862, Farnsworth mandó una brigada de caballería del Ejército del Potomac en la Campaña de Maryland. Durante esta campaña se enfrentó contra la caballería confederada de J. E. B. Stuart y Wade Hampton III en una serie de pequeños enfrentamientos cerca de South Mountain y Middletown, Maryland. El 5 de diciembre de 1862 fue nombrado general de brigada de voluntarios. En marzo de 1863 renunció a su puesto de oficial para retomar sus obligaciones como congresista (en esta oportunidad por el distrito que incluía a St. Charles), puesto que ocuparía hasta 1873. Fue miembro del Comité de Oficinas y Carreteras Postales.
Farnsworth estuvo próximo a las ideas de los Republicanos Radicales y apoyó de forma enérgica sus extremas políticas de Reconstrucción. Voto a favor de la destitución del presidente Andrew Johnson. Fue derrotado para la reelección en 1872 debido a que el clima político se había tornado más moderado. Tras ser derrotado dos años más tarde en un nuevo intento de ser reelegido (en esta ocasión con el Partido Demócrata), volvió a Chicago a retomar su carrera como abogado. En 1880 se trasladó a Washington D. C., donde siguió practicando la abogacía hasta su muerte. Farnsworth fue enterrado en el North Cementery en St. Charles.